# Ko Ma Tang Ming
Ko Ma Tang Ming – tajska wyspa leżąca na Morzu Andamańskim. Administracyjnie położona jest w prowincji Krabi. Najwyższe wzniesienie wynosi w przybliżeniu 8 m n.p.m. Wyspa jest niezamieszkana.

## Położenie geograficzne
Leży w odległości około 750 m na północ od wyspy Ko Po Da Nai, około 4,8 km na południowy zachód od plaży Railay oraz około 2,3 km w kierunku południowo-zachodnim od wyspy Ko Ya Man.

## Klimat
Temperatura powietrzna jest podobna przez cały rok – najczęściej waha się od 27,3 °C we wrześniu do 29,5 °C w kwietniu. Największa liczba dni z opadami jest we wrześniu (średnio 21 dni), natomiast najmniejsza w lutym (średnio 2 dni).
| Miesiąc                                                                           | Sty  | Lut  | Mar  | Kwi  | Maj  | Cze  | Lip  | Sie  | Wrz  | Paź  | Lis  | Gru  |     |
| --------------------------------------------------------------------------------- | ---- | ---- | ---- | ---- | ---- | ---- | ---- | ---- | ---- | ---- | ---- | ---- | --- |
| Średnie temperatury w dzień [°C]                                                  | 27,9 | 28,7 | 29,3 | 29,5 | 28,4 | 28,3 | 27,8 | 27,9 | 27,3 | 27,4 | 27,5 | 27,6 |     |
| Średnia liczba dni z opadami                                                      | 3    | 2    | 4    | 9    | 19   | 17   | 17   | 17   | 21   | 20   | 13   | 6    | 148 |
| Źródło: Norwegian Meteorological Institute and Norwegian Broadcasting Corporation |      |      |      |      |      |      |      |      |      |      |      |      |     |